# Lac La Sorbière
Pour les articles homonymes, voir Sorbière.
Le lac La Sorbière est un plan d'eau douce du bassin versant de la rivière aux Chutes (réservoir Pipmuacan), du réservoir Pipmuacan et de la rivière Betsiamites, situé dans le territoire non organisé de Mont-Valin, dans la municipalité régionale de comté (MRC) Le Fjord-du-Saguenay, dans la région administrative de Saguenay-Lac-Saint-Jean, dans la province de Québec, au Canada.
La foresterie constitue la principale activité économique du secteur. Les activités récréotouristiques arrivent en second.
La route forestière R0201 desservant la partie Nord-Est de la zec Onatchiway dessert indirectement la vallée de la rivière La Sorbie et du lac La Sorbière. Cette route remonte vers le Nord pour contourner le lac Rouvray, puis redescend vers le Sud par la vallée de la rivière Shipshaw,.
La surface du lac La Sorbière est habituellement gelée de la fin novembre au début avril, toutefois la circulation sécuritaire sur la glace se fait généralement de la mi-décembre à la fin mars.

## Géographie
Les principaux bassins versants voisins du lac La Sorbière sont :
- Côté Nord : Rivière aux Sables, rivière Betsiamites, réservoir Pipmuacan ;
- Côté Est : Rivière La Sorbie, rivière des Eaux Mortes, rivière Betsiamites, réservoir Pipmuacan, rivière à Paul, rivière Andrieux, lac au Menton ;
- Côté Sud : Rivière La Maria, lac Rond, rivière La Sorbie, lac Maria-Chapdelaine, rivière Jérémy, rivière François-Paradis ;
- Côté Ouest : lac Rouvray, lac aux Huards, Petit lac Huard, lac Pamouscachiou, rivière Saint-Yves, réservoir Pipmuacan[1].

En forme de crucifix difforme, le lac La Sorbière comporte une longueur de 9,7 km, une largeur maximale de 5,0 km dans la partie Nord et une altitude de 530 m. Ce lac comporte une presqu'île étroite de 8,1 km s’étirant vers le Nord, soit vers le milieu du lac. Il comporte aussi une île centrale de 4,4 km. Ce plan d’eau est surtout alimenté par la rivière La Sorbie (venant du Sud).
Le lac La Sorbière est situé entièrement en milieu forestier dans le territoire non organisé de Mont-Valin. Il est enclavé entre les montagnes de proximité dont les principaux sommets atteignent 572 m au Sud-Ouest, 597 m à l’Est et 578 m au Nord.
L’embouchure du lac La Sorbière est localisée à :
- 3,8 km au Sud-Est de l’embouchure de la rivière aux Chutes ;
- 9,7 km au Nord du lac Rouvray ;
- 63,1 km au Sud-Ouest du barrage de la centrale Bersimis-1 ;
- 22,8 km au Nord-Est du barrage à l’embouchure du lac Pamouscachiou ;
- 81,9 km au Sud-Ouest du centre du village de Labrieville ;
- 153,7 km à l’Ouest de l’embouchure de la rivière Betsiamites (confluence avec l’estuaire du Saint-Laurent)[3],[4],[1].

À partir de l’embouchure du lac La Sorbière, la décharge coule sur 6,4 km vers le Nord-Ouest, entièrement en zone forestière, dans une vallée comportant un dénivelé de 118 m, jusqu’à la rive Sud d’une baie du réservoir Pipmuacan.
De là, le courant descend remonte d’abord vers le Nord pour rejoindre le courant de la rivière Betsiamites lequel traverse le réservoir Pipmuacan, puis coule généralement vers le Sud-Est, jusqu’à la rive Nord-Ouest de l’Estuaire du Saint-Laurent.

## Toponymie
Jadis, ce plan d’eau était désigné lac à la Croix à cause de la forme cruciforme de ses quatre baies allongées, aux échancrures multiples.
Dans l’histoire cartographique, le toponyme lac à la Croix figure sur une carte publiée en 1957 laquelle s’appuie sur un relevé de 1948. Cette appellation évoque François-David Triaire de La Sorbière, lieutenant au régiment de Berry. En mai 1758, dans une lettre à Bourlamaque, Montcalm met en doute les capacités de cet officier pour la carrière militaire ; il mentionne également qu'il est originaire d'une famille d'ingénieurs de Montpellier. Le scepticisme du général Montcalm sera confirmé en juin de l'année suivante alors que La Sorbière, cantonné à L'Ange-Gardien, abandonne la lieutenance en second de la compagnie de Bonchamp pour retourner en France.
Le toponyme « lac La Sorbière » a été officialisé le 5 décembre 1968 à la Banque de noms de lieux de la Commission de toponymie du Québec.